# وست كيب هاو
حديقة وست كيب هاو الوطنية هي حديقة وطنية في غرب أستراليا، وهو أحد رؤوس الجغرافية الكبرى ويقع على بعد 390 كم أي 243 ميل جنوب شرق مدينة بيرث وعن كيب ليوين 257 كم أي 222 ميل. تم العثور على الحديقة بين ألباني والدنمارك داخل مدينة ألباني وفي المنطقة الجنوبية الكبرى.
تقع منطقة تورباي، وهي أقصى نقطة في جنوب غرب البر الرئيسي لأستراليا، داخل المنتزه. الحديقة متاخمة لساحل المحيط الجنوبي وتستوعب حوالي 23 كم أي 14 ميل من الخط الساحلي بين شاطئ Lowlands و Forsythe Bluff.
وست كيب هاو أحد من الخمس رؤوس الجغرافية الكبرى في العالم.